# Louise Jameson
Pour les articles homonymes, voir Jameson.
Louise Jameson, née le 20 avril 1951 dans le quartier de Wanstead à Londres, est une actrice anglaise principalement connue pour ses rôles dans les séries anglaises EastEnders, Doctor Who, Bergerac et Tenko.

## Carrière
Après avoir tenté de s'inscrire dans la Royal Academy of Dramatic Art, Louise Jameson passe deux ans au sein de la Royal Shakespeare Company à jouer des pièces telles que Roméo et Juliette, La Mégère apprivoisée, Le Roi Lear, Summerfolk et L'esprit s'amuse. 
Elle revient au théâtre en 1981 dans Passion Play au Aldwych Theatre de Londres. En 1995, elle apparaît aussi dans une production de la RSC d'une pièce de Botho Strauß, intitulée The Park. 
Entamant une carrière à la télé en 1973, elle joue dans des séries telles que Emmerdale puis incarne Leela le temps des saisons 14 et 15 de la série Doctor Who entre 1977 et 1978. Elle joue aussi le rôle du  Dr Anne Reynolds en 1979 dans la série The Omega Factor.
Puis durant deux saisons, elle incarne Blanche Simmons, le rôle principal de la série Tenko, l'un de ses rôles préférés, avant de jouer le rôle récurrent de Susan Young dans la série Bergerac durant les années 1980. Au début des années 1990, elle tient un rôle régulier dans la série Rides et multiplie les apparitions dans les feuilletons télévisés, comme le spin-off spécial de Doctor Who « Dimensions in Time » en 1993
En 1998, elle revient de façon récurrente dans le Soap opera de la BBC EastEnders dans le rôle de Rosa di Marco, et apparaît sur près de 200 épisodes durant 2 ans et demi. Elle arrête la série courant août 2000. Elle continue sa carrière par des apparitions dans des séries telles que River City, Doctors, Holby City, The Bill et apparaît même régulièrement dans la série Doc Martin (en).
En dehors de son travail pour la télévision, elle a repris le personnage de Leela dans des pièces audiophoniques dérivées de Doctor Who pour la compagnie Big Finish Production et a même joué dans des pièces de la même compagnie. Assez attachée à la série, elle apparaît dans des documentaires sur Doctor Who et a fait le commentaire audio des éditions DVD des épisodes sur lesquels elle est apparue. 
En 2007, elle monte un one-woman show Face Value basé sur ses interrogations sur le lifting et la chirurgie esthétique. En 2013, elle joue dans la pièce Gutted. Elle apparaît aussi brièvement dans une comédie en hommage aux 50 ans de Doctor Who, The Five(ish) Doctors Reboot.

## Vie personnelle
Mariée, Louise Jameson a eu deux enfants dans les années 1980, Harry et Tom. Sensibilisée sur le sort des prisonniers, elle vient leur rendre bénévolement visite depuis le début de sa carrière. Au début des années 1970, elle rencontre Leslie Grantham dans une prison du Gloucestershire alors qu'il purgeait une peine de 12 ans d'emprisonnement pour meurtre. Elle l'encourage à être acteur, et celui-ci joue en 1985 le rôle régulier de Den Watts dans la série EastEnders.
Elle travaille aussi comme professeur de théâtre, et met en scène des productions de Shakespeare pour des festivals locaux et dirige sa propre école de théâtre, le Sunday Drama College.